# 190er
Portal Geschichte | Portal Biografien | Aktuelle Ereignisse | Jahreskalender | Tagesartikel

◄ |
1. Jh. |
2. Jahrhundert
| 3. Jh. | ►

◄ |
160er |
170er |
180er |
190er
| 200er | 210er | 220er | ►

190 |
191 |
192 |
193 |
194 |
195 |
196 |
197 |
198 |
199

## Ereignisse
- 190: In China bilden Warlords, Provinzgouverneure und Generäle aus allen Landesteilen eine Koalition gegen den Tyrannen Dong Zhuo, der den Kaiser Han Xiandi kontrolliert.
- 192: Der römische Kaiser Commodus wird von der Praetorianer-Garde ermordet; es folgt ein Bürgerkrieg um seine Nachfolge (Zweites Vierkaiserjahr).
- 195 bis 199: Sun Ce erobert mit Truppen des Warlords Yuan Shu Jiang Dong und legt damit den Grundstein für das Reich der Wu.